# رضا شمس‌آبادی
رضا شمس‌آبادی (۹ اردیبهشت ۱۳۲۱ _ ۲۱ فروردین ۱۳۴۴) سرباز وظیفه اهل ایران و عضو گارد شاهنشاهی بود که در تاریخ ۲۱ فروردین سال ۱۳۴۴ در ترور نافرجام محمدرضا شاه پهلوی در کاخ مرمر کشته شد.

## زندگینامه
شمس آبادی، ۹ اردیبهشت ماه سال ۱۳۲۱ در قلعه شمس‌آباد در آران و بیدگل به دنیا آمد. پدر وی علی اکبر که از اهالی شهرستان آران و بیدگل  بود و مادرش سیده منور نام داشت.
شمس‌آبادی در سن ۲۳ سالگی پس از اینکه چند بار معافیت موقت گرفت به سربازی اعزام شد. وی تلاش زیادی کرد تا در گارد جاویدان شاه استخدام شود ولی به عنوان سرباز لشکر گارد شاهنشاهی در انجام وظیفه مشغول شد.

## ترور شاه
شمس آبادی که در زمان ترور، سرباز لشکر گارد شاهنشاهی بود روز ۲۱ فروردین سال ۱۳۴۴ محمدرضا پهلوی را در کاخ مرمر، هنگامی که از ماشین پیاده میشد به رگبار بست. دو تن از  از درجه داران محافظ شاه به نام های استوار بابایی و استوار آیت لشکری که نزدیک شاه بودند  در دفاع از شاه به سوی شمس آبادی تیراندازی کردند ولی شمس ابادی موفق شد هردوی آنها را مورد هدف قرار بدهد. شاه در این میان توانست به سوی دفتر خود بدود، شمس آبادی نیز به دنبال او رفت اما با رگبار مسلسل نیروهای دفتر ویژه شاه کشته شد.
ساواک با جدیت در پی کشف علت و دستگیری بانی اصلی این واقعه برآمد و ابتدا احتمال داد این اقدام شاید یک جنون آنی بوده باشد، به طوری که روزنامه‌ اطلاعات پنج روز پس از  ترور نوشت: «تحقیقات ادامه دارد که روشن گردد آیا ضارب عمداً دست به این عمل زده یا دچار جنون آنی شده‌است». بعد از انجام تحقیقات بیشتر ساواک به احتمال ارتباط شمس‌آبادی با کمونیست‌ها رسید و بعد از پیشرفت تحقیقات این عمل را نقشه‌ای از طرف حزب توده دانست و اعلام کرد که «بعد از انجام تحقیقات و بازجوییها نام گروهی از مهندسان ایرانی که در انگلستان تحصیل کرده بودند مطرح شده است.»  در اینجا ساواک به ضرورت برخورد با کنفدراسیون جریان چپ و سازمان حزب توده متقاعد شد، و سرنخ ترور شاه را نیک‌خواه و رفقایش عنوان نمود. بر اساس روایت مرکز بررسی اسناد وزارت اطلاعات جمهوری اسلامی اسناد و مدارک مستندی وجود دارد که پرویز نیک‌خواه، مهندس منصوری و همچنین احمد کامرانی که برای پذیرفته شدن در شبکه کمونیستی آماده گردیده بودند، مستقیماً در تحریک رضا شمس‌آبادی عامل اصلی سوء قصد نفش داشته‌اند.
پس از دستگیری نیکخواه  دادگاه وی را به حبس ابد محکوم کرد؛ او پس از چند سال آزاد شد و  یکی از مدافعان سرسخت شاه شد که در ابتدای انقلاب ۵۷ توسط انقلابیون کشته شد.

علینقی عالیخانی که لحظات کوتاهی بعد از ترور در اتاق شاه حضور پیدا کرده بود او را خونسرد و محکم یافت که می گفت اتفاق خاصی نیافتاده و اصرار بر انجام کارها و وصول گزارش ها مثل سابق داشت. 
تیمسار سید محسن هاشمی‌نژاد رئیس وقت گارد جاویدان که در زمان این ترور مسئول حفظ جان شاه بوده رضا شمس آبادی را فردی متعصب از یک خانواده متعصب معرفی میکند که توسط گروهی تحت تاثیر مسائل مذهبی تحریک می شود تا شاه را ترور کند.وی از افراد این گروه فقط نام پرویز نیک‌خواه را می برد. در طرف مقابل محسن مبصر که به عنوان مشاور به کمیسیون تحقیق ترور دعوت شده بود اتهام شرکت  پرویز نیکخواه در ترور شاه را بی اساس و بدون دلیل عنوان کرده است.به عقیده او محرک ترور هیچگاه مشخص نشد.

## بازتاب
نویسنده تاریخ ۲۵ ساله ایران در این باره می‌نویسد:
با همه کوشش‌هایی که پس از قتل حسن علی منصور برای حفظ امنیت مملکت به عمل آمده بود روز ۲۱ فروردین ۱۳۴۴ سرباز وظیفه شمس‌آبادی، یکی از افراد گارد سلطنتی که در کاخ مرمر، مامور نگهبانی بود محمدرضا شاه را هنگامی که از اتومبیل در مقابل سرسرای کاخ پیاده شد، به رگبار مسلسل بست.
پیکر رضا شمس‌آبادی در مکانی نامعلوم به خاک سپرده شد تا نشانی از او باقی نماند. سنگ یادبود وی در ش‍ه‍ر نوش‌آباد در ج‍وار ‌ام‍‍ام‍زاده م‍ح‍م‍د ب‍ن زی‍د ب‍ن ح‍س‍ن م‍ج‍ب‍ت‍‍ی قرار گرفته است.